# Fumihiko Shimo
Fumihiko Shimo (志茂 文彦 Shimo Fumihiko?) es un guionista de anime y novelista japonés, mejor conocido por escribir los guiones de las adaptaciones al anime de las novelas visuales de Key para Kyoto Animation.

## Historia
Fumihiko Shimo nació en Sendai, Prefectura de Miyagi en 1965. Se especializa principalmente en el anime moe. Después de trabajar como director de producción de La tumba de las luciérnagas en Studio Ghibli, se convirtió en guionista. Además de trabajar en la composición de la serie y los guiones de muchas de las obras animadas de Key, el propio Shimo también es fanático de Key.

## Trabajos

### Novelista
- Ajisai no Kisetsu ni Bokura wa Kannō Suru (あじさいの季節に僕らは感応する?), ilustrada por Yū Shiina (julio de 2014, Famitsu Bunko, ISBN 9784047297821)

### Guionista

#### Series de televisión
| Año  | Título                                                                 | Estudio                     | Funciones                                                                    | Ref(s)        |
| ---- | ---------------------------------------------------------------------- | --------------------------- | ---------------------------------------------------------------------------- | ------------- |
| 1989 | Wrestler Gundan Seisenshi Robin Jr.                                    | TMS Entertainment           | Guionista (#9, 11, 15, 18-19, 21, 23-25, 27-37)                              | [ 2 ]         |
| 1990 | Yūsha Exkaiser                                                         | Sunrise                     | Guionista (#30, 35, 37, 41)                                                  | [ 3 ]         |
| 1991 | Taiyō no Yūsha Fighbird                                                | Sunrise                     | Guionista (#5, 7, 10, 14, 19, 22, 25, 30, 33, 36, 40, 44)                    | [ 4 ]         |
| 1991 | Zettai Muteki Raijin-Oh                                                | Sunrise                     | Guionista (#3-4, 7-13, 16, 20, 22, 24, 28-29, 34, 38, 43, 49-51)             | [ 5 ]         |
| 1992 | Mahō no Princess Minky Momo: Yume wo Dakishimete                       | Ashi Productions            | Guionista (#24, 27)                                                          | [ 6 ]         |
| 1992 | Chō Dendō Robo Tetsujin 28-gō FX                                       | TMS Entertainment           | Guionista (#3, 7, 13, 16, 21, 25, 28, 35, 40, 46)                            | [ 7 ]         |
| 1992 | Densetsu no Yūsha Da-Garn                                              | Sunrise                     | Guionista (#3, 8, 13, 17, 20, 24, 28, 31, 35, 39)                            | [ 8 ]         |
| 1992 | Genki Bakuhatsu Ganbaruger                                             | Sunrise                     | Guionista (#6, 11, 13, 18, 32, 34, 36, 43)                                   | [ 9 ]         |
| 1993 | Nekketsu Saikyō Go-Saurer                                              | Sunrise                     | Guionista (#3, 7, 13, 18, 22, 26, 35, 40, 45, 48)                            | [ 10 ]        |
| 1994 | Mobile Fighter G Gundam                                                | Sunrise                     | Guionista (#5, 8, 11, 16, 19, 22, 29, 32, 36, 39, 43, 47)                    | [ 11 ]        |
| 1996 | Chōja Raideen                                                          | Sunrise                     | Composición de la serie Guionista (#2, 5, 8, 12, 15, 20, 24, 27, 31, 34, 37) | [ 12 ]        |
| 1997 | Ganbare Goemon                                                         | Trans Arts                  | Guionista (#8-9, 17, 21-23)                                                  | [ 13 ]        |
| 1998 | Futari Kurashi                                                         | Studio Bogey Public & Basic | Guionista (#1-36)                                                            | [ 14 ]        |
| 1998 | Generator Gawl                                                         | Tatsunoko Production        | Creación de la serie Guionista (#2-3, 5, 7, 8 d., 10, 12)                    | [ 15 ]        |
| 1998 | Only You: Viva! Cabaret Club                                           | Public & Basic              | Composición de la serie                                                      | [ 16 ]        |
| 1999 | Uchū Kaizoku Mito no Daibōken                                          | Triangle Staff              | Composición de la serie Guionista (#1-4, 8, 11-13)                           | [ 17 ]        |
| 1999 | Uchū Kaizoku Mito no Daibōken: Futari no Joō-sama                      | Triangle Staff              | Composición de la serie Guionista (#1, 5-6, 8-9, 11-13)                      | [ 18 ]        |
| 1999 | Chikyū Bōei Kigyō Dai-Guard                                            | Xebec                       | Composición de la serie Guionista (#1-2, 14, 25-26)                          | [ 19 ]        |
| 1999 | Bikkuriman 2000                                                        | Studio Comet                | Guionista (#8, 12, 18, 28, 31, 35, 40, 45, 56, 59, 63)                       | [ 20 ]        |
| 2000 | Shin Megami Tensei: Devil Children                                     | TMS Entertainment           | Guionista (#3, 9, 16, 19, 25, 33-34, 36, 44)                                 | [ 21 ]        |
| 2000 | Tottoko Hamtarō                                                        | TMS Entertainment           | Guionista (#6, 11, 20, 28, 31, 38, 41, 48, 53, 62-63, 71, 74, 76)            | [ 22 ]        |
| 2001 | Grappler Baki                                                          | Group TAC                   | Guionista (#18)                                                              | [ 23 ]        |
| 2001 | The Prince of Tennis                                                   | Trans Arts                  | Guionista (28 episodios)                                                     | [ 24 ]        |
| 2002 | Full Metal Panic!                                                      | Gonzo                       | Composición de la serie Guionista (#2-3, 7, 10, 16, 21, 24)                  | [ 25 ]        |
| 2002 | Chōjūshin Gravion                                                      | Gonzo                       | Composición de la serie Guionista (#1-5, 9-12)                               | [ 26 ]        |
| 2002 | Kiddy Grade                                                            | Gonzo                       | Guionista (#5, 7, 13, 18)                                                    | [ 27 ]        |
| 2002 | Shin Megami Tensei Devil Children: Light & Dark                        | Actas                       | Guionista (#3, 7, 15, 19, 25, 34, 37, 43, 48)                                | [ 28 ]        |
| 2003 | Full Metal Panic? Fumoffu                                              | Kyoto Animation             | Composición de la serie Guionista (#2-3, 6-7, 10-11)                         | [ 29 ]        |
| 2004 | Chōjūshin Gravion Zwei                                                 | Gonzo                       | Composición de la serie Guionista (#2, 9, 12)                                | [ 30 ]        |
| 2004 | Bakuretsu Tenshi                                                       | Gonzo                       | Composición de la serie Guionista (#1-2, 7-8, 10, 14, 24)                    | [ 31 ]        |
| 2005 | Full Metal Panic! The Second Raid                                      | Kyoto Animation             | Guionista (#5, 9, 12)                                                        | [ 32 ]        |
| 2005 | Air                                                                    | Kyoto Animation             | Composición de la serie Guionista (#1-13)                                    | [ 33 ]        |
| 2005 | Idaten Jump                                                            | Trans Arts                  | Composición de la serie Guionista (#1-3, 9, 17, 22, 25, 31-33, 44, 50-52)    | [ 34 ]        |
| 2006 | Fate/stay night                                                        | Studio Deen                 | Guionista (#3, 8, 11, 15, 19, 23)                                            | [ 35 ]        |
| 2006 | Suzumiya Haruhi no Yūutsu                                              | Kyoto Animation             | Guionista (#8, 13)                                                           | [ 36 ]        |
| 2006 | Kanon                                                                  | Kyoto Animation             | Composición de la serie Guionista (#1-24)                                    | [ 37 ]        |
| 2007 | Higurashi no Naku Koro ni Kai                                          | Studio Deen                 | Guionista (#2, 6, 8, 12, 19-20)                                              | [ 38 ]        |
| 2007 | CLANNAD                                                                | Kyoto Animation             | Composición de la serie Guionista (#1-23)                                    | [ 39 ]        |
| 2008 | CLANNAD After Story                                                    | Kyoto Animation             | Composición de la serie Guionista (#1-24)                                    | [ 40 ]        |
| 2009 | Suzumiya Haruhi no Yūutsu (2009)                                       | Kyoto Animation             | Guionista (#5-6, 8, 11)                                                      | [ 41 ]        |
| 2009 | Umineko no Naku Koro ni                                                | Studio Deen                 | Guionista (#3-4, 8-9, 13, 15, 17, 20, 23, 25)                                | [ 42 ]        |
| 2009 | Fairy Tail                                                             | Satelight A-1 Pictures      | Guionista (37 episodios)                                                     | [ 43 ]        |
| 2011 | IS: Infinite Stratos                                                   | 8-Bit                       | Composición de la serie Guionista (#1-6, 9, 12)                              | [ 44 ]        |
| 2012 | Kokoro Connect                                                         | Silver Link                 | Composición de la serie Guionista (#1-17)                                    | [ 45 ]        |
| 2012 | Sakura-sō no Pet na Kanojo                                             | J.C.Staff                   | Guionista (#5, 9-11, 19-20)                                                  | [ 46 ]        |
| 2013 | Ginga Kikōtai Majestic Prince                                          | Doga Kobo Orange            | Guionista (#5, 9-10, 14, 17-18, 22)                                          | [ 47 ]        |
| 2013 | Golden Time                                                            | J.C.Staff                   | Composición de la serie Guionista (#1-24)                                    | [ 48 ]        |
| 2013 | Non Non Biyori                                                         | Silver Link                 | Guionista (#3, 7, 9)                                                         | [ 49 ]        |
| 2014 | Mikakunin de Shinkōkei                                                 | Doga Kobo                   | Composición de la serie Guionista (#1-12)                                    | [ 50 ]        |
| 2014 | Amagi Brilliant Park                                                   | Kyoto Animation             | Composición de la serie Guionista (#1-2, 8, 11, 13)                          | [ 51 ]        |
| 2015 | Non Non Biyori Repeat                                                  | Silver Link                 | Guionista (#3, 5, 9)                                                         | [ 52 ]        |
| 2015 | Hidan no Aria AA                                                       | Doga Kobo                   | Composición de la serie Guionista (#1-4, 6, 9, 11-12)                        | [ 53 ]        |
| 2016 | Musaigen no Phantom World                                              | Kyoto Animation             | Composición de la serie Guionista (#1-5, 9, 12-13)                           | [ 54 ]        |
| 2016 | New Game!                                                              | Doga Kobo                   | Composición de la serie Guionista (#1-2, 7, 12)                              | [ 55 ]        |
| 2016 | Stella no Mahō                                                         | Silver Link                 | Composición de la serie Guionista (#1-13)                                    | [ 56 ]        |
| 2017 | Kobayashi-san Chi no Maid Dragon                                       | Kyoto Animation             | Guionista (#5, 8)                                                            | [ 57 ]        |
| 2017 | New Game!!                                                             | Doga Kobo                   | Composición de la serie Guionista (#1, 6, 12)                                | [ 58 ]        |
| 2018 | Ryūō no Oshigoto!                                                      | Project No.9                | Composición de la serie Guionista (#1-2, 4-8, 10-12)                         | [ 59 ]        |
| 2018 | Sunohara-sō no Kanrinin-san                                            | Silver Link                 | Composición de la serie Guionista (#1, 4, 7, 12)                             | [ 60 ]        |
| 2018 | Anima Yell!                                                            | Doga Kobo                   | Composición de la serie Guionista (#1-12)                                    | [ 61 ]        |
| 2019 | Watashi ni Tenshi ga Maiorita!                                         | Doga Kobo                   | Guionista (#5, 7, 10)                                                        | [ 62 ]        |
| 2019 | Dumbbell Nan-Kilo Moteru?                                              | Doga Kobo                   | Composición de la serie Guionista (#1-12)                                    | [ 63 ]        |
| 2020 | Itai no wa Iya nano de Bōgyoryoku ni Kyokufuri Shitai to Omoimasu.     | Silver Link                 | Composición de la serie Guionista (#1-3, 6-7, 10, 12)                        | [ 64 ]        |
| 2020 | Hōkago Teibō Nisshi                                                    | Doga Kobo                   | Composición de la serie Guionista (#1, 6, 11-12)                             | [ 65 ]        |
| 2020 | Munō na Nana                                                           | Bridge                      | Composición de la serie Guionista (#1-13)                                    | [ 66 ]        |
| 2020 | Ikebukuro West Gate Park                                               | Doga Kobo                   | Composición de la serie Guionista (#1-3, 9, 11-12)                           | [ 67 ]        |
| 2021 | Jaku-Chara Tomozaki-kun                                                | Project No.9                | Composición de la serie Guionista (#1-2, 4, 12)                              | [ 68 ]        |
| 2021 | Kobayashi-san Chi no Maid Dragon S                                     | Kyoto Animation             | Guionista (#5, 7, 11)                                                        | [ 69 ]        |
| 2021 | Shaman King                                                            | Bridge                      | Guionista (#8, 11, 15, 19, 23, 27, 31, 35, 39, 43, 47, 50)                   | [ 70 ]        |
| 2022 | Date A Live IV                                                         | Geek Toys                   | Composición de la serie Guionista (#1-12)                                    | [ 71 ]        |
| 2022 | Kono Healer, Mendokusai                                                | Jumondo                     | Composición de la serie Guionista (#1-4, 8, 10-12)                           | [ 72 ]        |
| 2023 | Itai no wa Iya nano de Bougyoryoku ni Kyokufuri Shitai to Omoimasu. II | Silver Link                 | Composición de la serie Guionista (#1-3, 6, 9, 11-12)                        | [ 73 ] [ 74 ] |
| 2024 | Shaman King Flowers                                                    | Bridge                      | Guionista (#2, 6, 10)                                                        | [ 75 ]        |
| 2024 | Jaku-Chara Tomozaki-kun 2nd Stage                                      | Project No.9                | Composición de la serie Guionista (#1-4, 13)                                 | [ 76 ] [ 77 ] |
| 2024 | Akuyaku Reijō Level 99: Watashi wa Ura-Boss desu ga Maō de wa Arimasen | Jumondo                     | Composición de la serie Guionista (#1-12)                                    | [ 78 ]        |
| 2024 | Date A Live V                                                          | Geek Toys                   | Composición de la serie Guionista (#1-12)                                    | [ 79 ]        |

#### Películas
| Año  | Título                                  | Estudio         | Funciones | Ref(s) |
| ---- | --------------------------------------- | --------------- | --------- | ------ |
| 2005 | The Prince of Tennis: A Gift from Atobe | Trans Arts      | Guionista | [ 80 ] |
| 2010 | Suzumiya Haruhi no Shōshitsu            | Kyoto Animation | Guionista | [ 81 ] |
| 2016 | Glass no Hana to Kowasu Sekai           | A-1 Pictures    | Guionista | [ 82 ] |

#### ONAs
| Año  | Título                  | Estudio | Funciones         | Ref(s) |
| ---- | ----------------------- | ------- | ----------------- | ------ |
| 2020 | Munō na Nana Mini Anime | Bridge  | Guionista (#1-12) | [ 83 ] |

#### OVAs
| Año  | Título                                 | Estudio                | Funciones               | Ref(s) |
| ---- | -------------------------------------- | ---------------------- | ----------------------- | ------ |
| 1991 | Ozanari Dungeon: Kaze no Tō            | Telecom Animation Film | Guionista (#1-2)        | [ 84 ] |
| 2001 | Jikū Ihōjin Kyoko: Chocola ni Omakase! | Trans Arts             | Guionista               | [ 83 ] |
| 2007 | Bakuretsu Tenshi: Infinity             | Gonzo                  | Guionista               | [ 85 ] |
| 2011 | Higurashi no Naku Koro ni Kira         | Studio Deen            | Guionista (#2, 4)       | [ 86 ] |
| 2012 | Kokoro Connect: Michi Random           | Silver Link            | Composición de la serie | [ 83 ] |
| 2014 | Mikakunin de Shinkōkei                 | Doga Kobo              | Composición de la serie | [ 83 ] |